# کتاب‌باز
کتاب‌باز برنامه‌ای تلویزیونی است که از سال ۱۳۹۵ در پنج فصل با هدف ترویج و گسترش فرهنگ کتاب‌خوانی از شبکه نسیم پخش شد و تا زمان مدیریت سید محمدرضا خوشرو در شبکه نسیم به کار خود ادامه داد.
در هر قسمت از برنامه، کتاب‌هایی توسط میهمانان به مخاطبان معرفی می‌شود. همچنین در ویژه برنامهٔ ماه رمضان ۱۳۹۹ که با روزهای قرنطینه کرونا مصادف بود، در هر بخش از برنامه یک بستهٔ فرهنگی شامل فیلم، کتاب و موسیقی به مخاطبان پیشنهاد شده‌است. درج معادل فارسی کلمه‌های بیگانه که در حین صحبت‌های مجری و میهمانان استفاده می‌شود نیز از دیگر ویژگی‌های برنامهٔ کتاب‌باز است، بعدها برنامه اکنون از فیلمو مسیر این برنامه را ادامه داد.

## میهمانان
تاکنون چهره‌های فرهنگی متعددی میهمان کتاب‌باز بوده‌اند که از آن جمله می‌توان به رشید کاکاوند ، مهران مدیری ، هوشنگ گلمکانی ، خسرو نقیبی ، همایون اسعدیان ، حسام‌الدین سراج ، سالار عقیلی ، چنگیز جلیلوند ، رضا امیرخانی و .... اشاره کرد.

## فصل اول
1. مصطفی رحماندوست (۹۵/۰۲/۱۲)
2. مسعود فراستی (۹۵/۰۲/۱۴)
3. محمد رضا طهماسبی (۹۵/۰۲/۱۵)
4. یاسین حجازی (۹۵/۰۲/۱۷)
5. سعید بیابانکی (۹۵/۰۲/۱۹)
6. نیما رئیسی (۹۵/۰۲/۲۰)
7. سید مهدی شجاعی (۹۵/۰۲/۲۱)
8. فخرالدین صدیق شریف (۹۵/۰۲/۲۲)
9. نرگس آبیار (۹۵/۰۲/۲۳)
10. صدرالدین شجره (۹۵/۰۲/۲۶)
11. صادق کرمیار (۹۵/۰۲/۲۷)
12. اسماعیل آذر (۹۵/۰۲/۲۸)
13. بهرام عظیمی (۹۵/۰۲/۳۰)
14. مازیار لرستانی (۹۵/۰۳/۰۱)
15. مجید اخشابی (۹۵/۰۳/۰۲)
16. مسعود فروتن (۹۵/۰۳/۰۳)
17. محمد رضا بایرامی (۹۵/۰۳/۰۴)
18. محمد علی اقبال واحدی (۹۵/۰۳/۰۵)
19. اسماعیل امینی (۹۵/۰۳/۰۸)
20. علیرضا کمالی (۹۵/۰۳/۰۹)
21. علی درستکار (۹۵/۰۳/۱۰)
22. روشنک عجمیان (۹۵/۰۳/۱۱)
23. ناصر فیض (۹۵/۰۳/۱۲)
24. عماد افروغ (۹۵/۰۳/۱۵)
25. گیتی خامنه (۹۵/۰۳/۱۶)
26. پرویز کردوانی (۹۵/۰۳/۱۷)
27. بهنام تشکر (۹۵/۰۳/۱۸)
28. آتنه فقیه نصیری (۹۵/۰۳/۱۹)
29. سیما تیرانداز (۹۵/۰۳/۲۲)
30. میکائیل شهرستانی (۹۵/۰۳/۲۳)
31. عنایت بخشی (۹۵/۰۳/۲۴)
32. حبیب دهقان نسب (۹۵/۰۳/۲۶)
33. حسن جوهرچی (۹۵/۰۳/۲۹)
34. مریم سعادت (۹۵/۰۳/۳۰)
35. مهسا ملک مرزبان (۹۵/۰۳/۳۱)
36. حمید حامی (۹۵/۰۴/۰۱)
37. سید محسن فاطمی (۹۵/۰۴/۰۲)
38. داوود امیریان (۹۵/۰۴/۱۲)
39. شهرام گیل آبادی (۹۵/۰۴/۱۳)
40. کوروش نریمانی (۹۵/۰۴/۱۴)
41. محمد حسین مهدویان و هادی حجازی فر (۹۵/۰۴/۱۵)
42. مرضیه برومند (۹۵/۰۴/۱۶)
43. محسن پرویز (۹۵/۰۴/۱۹)
44. الهه رضایی (۹۵/۰۴/۲۰)
45. ناصر چشم‌آذر (۹۵/۰۴/۲۱)
46. افسر اسدی (۹۵/۰۴/۲۲)
47. حسین محب اهری (۹۵/۰۴/۲۳)
48. کامران تفتی (۹۵/۰۴/۲۶)
49. سعید شیخ زاده (۹۵/۰۴/۲۷)
50. احسان رضایی (۹۵/۰۴/۲۸)
51. رضا ناجی (۹۵/۰۴/۲۹)
52. هوشنگ مرادی کرمانی (۹۵/۰۴/۳۰)
53. رامین ناصر نصیر (۹۵/۰۵/۰۲)
54. رضا فیاضی (۹۵/۰۵/۰۳)
55. حمید رضا پگاه (۹۵/۰۵/۰۴)
56. فلورا سام (۹۵/۰۵/۰۵)
57. هومن برق نورد (۹۵/۰۵/۰۶)
58. علی درخشی (۹۵/۰۵/۱۰)
59. امیر حسین رستمی (۹۵/۰۵/۱۱)
60. امیر علی نبویان (۹۵/۰۵/۱۲)
61. نگار عابدی (۹۵/۰۵/۱۳)
62. آتیلا پسیانی (۹۵/۰۵/۱۶)
63. احسان ناظم بکایی (۹۵/۰۵/۱۷)
64. پویا امینی (۹۵/۰۵/۱۸)
65. علی ملاقلی پور (۹۵/۰۵/۱۹)
66. رامین راستاد (۹۵/۰۵/۲۰)
67. عمار تفتی (۹۵/۰۵/۲۳)
68. رضا رفیع (۹۵/۰۵/۲۴)
69. ایرج میلانی (۹۵/۰۵/۲۶)
70. داریوش اسد زاده (۹۵/۰۵/۲۷)
71. عباس غزالی (۹۵/۰۵/۳۰)
72. فلامک جنیدی (۹۵/۰۵/۳۱)
73. رضا احسان پور (۹۵/۰۶/۰۱)
74. علی دهکردی (۹۵/۰۶/۰۲)
75. پرستو صالحی (۹۵/۰۶/۰۳)
76. المیرا شریفی مقدم (۹۵/۰۶/۰۶)
77. حامد عسگری (۹۵/۰۶/۰۷)
78. پرویز پور حسینی (۹۵/۰۶/۰۸)
79. افسانه بایگان (۹۵/۰۶/۰۹)
80. محمد سلوکی (۹۵/۰۶/۱۰)
81. مهرانه مهین ترابی (۹۵/۰۶/۱۳)
82. بهزاد خداویسی (۹۵/۰۶/۱۴)
83. شهرام شکیبا (۹۵/۰۶/۱۵)
84. میرطاهر مظلومی (۹۵/۰۶/۱۶)
85. امیر رضا دلاوری (۹۵/۰۶/۱۷)
86. امیر حسین تاجیک (۹۵/۰۶/۲۰)
87. امید مهدی نژاد (۹۵/۰۶/۲۱)
88. محمد رضا علیمردانی (۹۵/۰۶/۲۲)
89. سید مهرداد ضیایی (۹۵/۰۶/۲۳)
90. حمید رضا صدر (۹۵/۰۶/۲۴)
91. رسول نجفیان (۹۵/۰۶/۲۷)
92. سپند امیر سلیمانی (۹۵/۰۶/۲۸)
93. امیر حسین مدرس (۹۵/۰۶/۳۱)
94. هادی مقدم دوست (۹۵/۰۷/۰۳)
95. فریدون صدیقی (۹۵/۰۷/۰۴)
96. هادی و حامد و توحید کاظمی (۹۵/۰۷/۰۵)
97. علی فریدونی (۹۵/۰۷/۰۶)
98. بهاره رهنما (۹۵/۰۷/۰۷)
99. محمد رضا شریفی نیا (۹۵/۰۷/۱۰)
100. حمید رضا برقعی (۹۵/۰۷/۲۴)
101. آریا عظیمی نژاد (۹۵/۰۷/۲۵)
102. سید جواد هاشمی (۹۵/۰۷/۲۶)
103. حمید مجتهدی (۹۵/۰۷/۲۷)
104. جهانگیر الماسی (۹۵/۰۷/۲۸)
105. بهروز افخمی (۹۵/۰۷/۲۹)
106. اکبر زنجان پور (۹۵/۰۸/۰۱)
107. کوروش سلیمانی (۹۵/۰۸/۰۲)
108. مانی نوری (۹۵/۰۸/۰۳)
109. علی رضا حیدری (۹۵/۰۸/۰۴)
110. حسن روح الأمین (۹۵/۰۸/۰۵)
111. علی اوسیوند (۹۵/۰۸/۰۶)
112. رشید کاکاوند (۹۵/۰۸/۰۸)
113. هومن حاجی عبداللهی (۹۵/۰۸/۰۹)
114. مه لقا باقری (۹۵/۰۸/۱۰)
115. کاظم کاظمی (۹۵/۰۸/۱۱)
116. حسام اسلامی و علی رمضان (۹۵/۰۸/۱۲)
117. امیر توسلی (۹۵/۰۸/۱۴)
118. محمد حسین میثاقی (۹۵/۰۸/۱۵)
119. محمد رضا حیاتی (۹۵/۰۸/۱۶)
120. بهروز بقایی (۹۵/۰۸/۱۷)
121. سامان گلریز (۹۵/۰۸/۱۸)
122. مژده لواسانی (۹۵/۰۸/۱۹)
123. محمد اصغری (۹۵/۰۸/۲۲)
124. داریوش ارجمند (۹۵/۰۸/۲۳)
125. بهرام شاه محمدلو (۹۵/۰۸/۲۴)
126. سروش صحت (۹۵/۰۸/۲۵)
127. قسمت پایانی فصل اول (۹۵/۰۸/۲۷)

## فصل دوم
1. جمشید مشایخی (۹۶/۰۶/۱۱)
2. کوروش تهامی (۹۶/۰۶/۱۳)
3. لیندا کیانی (۹۶/۰۶/۱۵)
4. رضا کیانیان (۹۶/۰۶/۱۸)
5. مسعود ده‌نمکی (۹۶/۰۶/۲۰)
6. علیرضا خمسه (۹۶/۰۶/۲۲)
7. افشین هاشمی (۹۶/۰۶/۲۵)
8. بهناز جعفری (۹۶/۰۶/۲۷)
9. حمید داود آبادی (۹۶/۰۶/۲۹)
10. حبیب احمدزاده (۹۶/۰۷/۰۱)
11. محمدرضا زائری (۹۶/۰۷/۰۳)
12. احمد دهقان (داستان‌نویس) (۹۶/۰۷/۰۵)
13. سید مهدی شجاعی (۹۶/۰۷/۱۰)
14. صادق صندوقی (۹۶/۰۷/۱۲)
15. هادی حجازی‌فر (۹۶/۰۷/۱۵)
16. مرتضی حیدری (۹۶/۰۷/۱۶)
17. سارا بهرامی (۹۶/۰۷/۱۷)
18. محمد سرشار (۹۶/۰۷/۱۸)
19. رشید کاکاوند (۹۶/۰۷/۱۹)
20. مهدی فخیم‌زاده (۹۶/۰۷/۲۲)
21. حسین مهکام (۹۶/۰۷/۲۳)
22. رضا جاودانی (۹۶/۰۷/۲۴)
23. محمود رضا و محمد جواد دهقانی تفتی (۹۶/۰۷/۲۵)
24. مسعود صابری (۹۶/۰۷/۲۶)
25. آشا محرابی (۹۶/۰۷/۲۹)
26. زهرا نعمتی (۹۶/۰۷/۳۰)
27. احمد عربانی (۹۶/۰۸/۰۱)
28. امیرعلی دانایی (۹۶/۰۸/۰۲)
29. امید روحانی (۹۶/۰۸/۰۳)
30. ابوالحسن تهامی‌نژاد (۹۶/۰۸/۰۶)
31. شایان مصلح (۹۶/۰۸/۰۷)
32. سحر زکریا (۹۶/۰۸/۰۸)
33. رضا بهبودی (۹۶/۰۸/۰۹)
34. محمدرضا هدایتی (۹۶/۰۸/۱۰)
35. یکتا ناصر (۹۶/۰۸/۱۳)
36. علی فروتن و محمد مسلمی و حمید گلی (۹۶/۰۸/۱۴)
37. مجتبی شکوری (۹۶/۰۸/۱۵)
38. ابوالحسن داوودی (۹۶/۰۸/۱۶)
39. رؤیا میرعلمی (۹۶/۰۸/۱۷)
40. متین ستوده (۹۶/۰۸/۲۰)
41. سعید نعمت‌الله (۹۶/۰۸/۲۱)
42. کاظم عقلمند (۹۶/۰۸/۲۲)
43. حسین متولیان (۹۶/۰۸/۲۳)
44. محمد نادری (۹۶/۰۸/۲۴)
45. سوگل طهماسبی (۹۶/۰۸/۲۸)
46. بهروز افخمی (۹۶/۰۸/۲۹)
47. شرمین نادری (۹۶/۰۸/۳۰)
48. مجتبی شکوری (۹۶/۰۹/۰۱)
49. علیرضا بدیع (۹۶/۰۹/۰۴)
50. حسین قرائی (۹۶/۰۹/۰۵)
51. ارژنگ امیرفضلی (۹۶/۰۹/۰۶)
52. محمدحسن شهسواری (۹۶/۰۹/۰۷)
53. رحیم نوروزی (۹۶/۰۹/۰۸)
54. روح الله حجازی (۹۶/۰۹/۱۱)
55. مهام میقانی (۹۶/۰۹/۱۲)
56. مهیار علیزاده (۹۶/۰۹/۱۳)
57. هوتن شکیبا (۹۶/۰۹/۱۴)
58. مهران رجبی (۹۶/۰۹/۱۶)
59. بیژن بنفشه خواه (۹۶/۰۹/۱۸)
60. پیمان خاکسار (۹۶/۰۹/۱۹)
61. محمدرضا طالقانی (۹۶/۰۹/۲۰)
62. خسرو احمدی و علی احمدی (۹۶/۰۹/۲۱)
63. مجتبی شکوری / رشید کاکاوند (۹۶/۰۹/۲۲)
64. احسان رضایی (۹۶/۰۹/۲۵)
65. لاله صبوری (۹۶/۰۹/۲۶)
66. امید مهدی نژاد (۹۶/۰۹/۲۷)
67. بهزاد عمرانی (۹۶/۰۹/۲۸)
68. مجتبی شکوری / حمید سپید نام / رشید کاکاوند (۹۶/۰۹/۲۹)
69. علی میرمیرانی (۹۶/۱۰/۰۲)
70. آرش خوشخو (۹۶/۱۰/۰۳)
71. شقایق دهقان (۹۶/۱۰/۰۴)
72. مجید خسرو انجم (۹۶/۱۰/۰۵)
73. مجتبی شکوری / رشید کاکاوند (۹۶/۱۰/۰۶)
74. مسعود فراستی (۹۶/۱۰/۰۹)
75. مژده لواسانی (۹۶/۱۰/۱۰)
76. سینا دادخواه (۹۶/۱۰/۱۱)
77. مهدی قزلی (۹۶/۱۰/۱۲)
78. مجتبی شکوری / رشید کاکاوند (۹۶/۱۰/۱۳)
79. احترام برومند (۹۶/۱۰/۱۶)
80. پژمان راهبر (۹۶/۱۰/۱۷)
81. ابراهیم حسن بیگی (۹۶/۱۰/۱۸)
82. شهاب مرادی (۹۶/۱۰/۱۹)
83. احسان رضایی / رشید کاکاوند (۹۶/۱۰/۲۰)
84. حمید پورآذری (۹۶/۱۰/۲۳)
85. آفرین عبیسی (۹۶/۱۰/۲۴)
86. سامان گلریز (۹۶/۱۰/۲۵)
87. حسین پارسایی (۹۶/۱۰/۲۶)
88. احسان رضایی / رشید کاکاوند (۹۶/۱۰/۲۷)
89. فرزاد مؤتمن (۹۶/۱۰/۳۰)
90. محمدرضا شرفی خبوشان (۹۶/۱۱/۰۱)
91. ناصر فیض (۹۶/۱۱/۰۲)
92. محمد معتمدی (۹۶/۱۱/۰۳)
93. مجتبی شکوری / رشید کاکاوند (۹۶/۱۱/۰۴)
94. مجتبی جباری (۹۶/۱۱/۰۷)
95. سیاوش صفاریان پور و فؤاد صفاریان پور (۹۶/۱۱/۰۹)
96. حجت الاسلام علی سرلک (۹۶/۱۱/۱۱)
97. برانکو ایوانکوویچ (۹۶/۱۱/۱۵)
98. حسین دهباشی (۹۶/۱۱/۱۷)
99. مجتبی شکوری / رشید کاکاوند (۹۶/۱۱/۱۸)
100. رضا امیرخانی (۹۶/۱۱/۲۱)
101. مجتبی شکوری و رشید کاکاوند و سوگل طهماسبی و محمد نادری و شرمین نادری (۹۶/۱۱/۲۲)

## فصل سوم
1. آتیلا پسیانی (۹۷/۰۷/۲۱)
2. محسن عبداللهیان (۹۷/۰۷/۲۲)
3. محمد دلاوری (۹۷/۰۷/۲۳)
4. فرهاد آئیش (۹۷/۰۷/۲۴)
5. شبنم قلی‌خانی (۹۷/۰۷/۲۵)
6. علی‌اکبر زین‌العابدین (۹۷/۰۷/۲۸)
7. مهدی کرم‌پور (۹۷/۰۷/۲۹)
8. محمدرضا احمدی (۹۷/۰۷/۳۰)
9. سیروس همتی (۹۷/۰۸/۰۱)
10. نیما رئیسی (۹۷/۰۸/۰۲)
11. مسعود فروزنده (۹۷/۰۸/۰۶)
12. نوید محمودی (۹۷/۰۸/۰۵)
13. احسان حسینی نسب،
 مهدی ثابتی
 و وهب رامزی (۹۷/۰۸/۰۷)
14. سید حمیدرضا برقعی (۹۷/۰۸/۰۸)
15. حسین قرایی (۹۷/۰۸/۰۹)
16. پیام دهکردی (۹۷/۰۸/۱۲)
17. سید کمال هاشم‌زاده(۹۷/۰۸/۱۳)
18. کوروش سلیمانی (۹۷/۰۸/۱۴)
19. مریم راهی (۹۷/۰۸/۱۵)
20. امیرحسین مدرس (۹۷/۰۸/۱۶)
21. مینو غزنوی (۹۷/۰۸/۱۹)
22. مصطفی رحماندوست (۹۷/۰۸/۲۰)
23. علیرضا آرا (۹۷/۰۸/۲۱)
24. اردشیر رستمی (۹۷/۰۸/۲۲)
25. میترا لبافی (۹۷/۰۸/۲۳)
26. ایوب آقاخانی (۹۷/۰۸/۲۶)
27. حامد عسگری (۹۷/۰۸/۲۷)
28. مازیار لرستانی (۹۷/۰۸/۲۸)
29. سید جواد هاشمی (۹۷/۰۸/۲۹)
30. نادر قدیانی (۹۷/۰۸/۳۰)
31. سالار عقیلی (۹۷/۰۹/۰۳)
32. محمد سرور رجایی (۹۷/۰۹/۰۵)
33. امیر پوریا (۹۷/۰۹/۰۶)
34. مجید توکلی (۹۷/۰۹/۰۷)
35. حامد کنی (۹۷/۰۹/۱۰)
36. مائده طهماسبی (۹۷/۰۹/۱۱)
37. مهدی قزلی (۹۷/۰۹/۱۲)
38. خسرو دهقان (۹۷/۰۹/۱۳)
39. افشین زی‌نوری (۹۷/۰۹/۱۷)
40. احسان ناظم بکایی (۹۷/۰۹/۱۸)
41. مهران رنجبر (۹۷/۰۹/۱۹)
42. مهدی زارع (۹۷/۰۹/۲۰)
43. سپیده فلاحفر (۹۷/۰۹/۲۴)
44. مسعود فروتن (۹۷/۰۹/۲۵)
45. امید رضایی (۹۷/۰۹/۲۶)
46. میلاد عرفان‌پور (۹۷/۰۹/۲۷)
47. امید نعمتی (۹۷/۱۰/۰۱)
48. رؤیا پورآذر (۹۷/۱۰/۰۲)
49. مجید کاشانی (۹۷/۱۰/۰۳)
50. سیاوش طهمورث (۹۷/۱۰/۰۴)
51. محمدمهدی سیار (۹۷/۱۰/۰۸)
52. گلعلی بابایی (۹۷/۱۰/۰۹)
53. علی خانجانی (۹۷/۱۰/۱۰)
54. شهرام شفیعی (۹۷/۱۰/۱۱)
55. مسعود فراستی (۹۷/۱۰/۱۲)
56. امین زندگانی (۹۷/۱۰/۱۵)
57. محمد طلوعی (۹۷/۱۰/۱۶)
58. حمیدرضا منایی (۹۷/۱۰/۱۷)
59. نصرالله مدقالچی (۹۷/۱۰/۱۸)
60. افشین علا (۹۷/۱۰/۲۲)
61. فریدون صدیقی (۹۷/۱۰/۲۴)
62. پوریا شکیبایی (۹۷/۱۰/۲۵)
63. حسین فروتن (۹۷/۱۰/۲۶)
64. احسان عبدی‌پور (۹۷/۱۱/۰۱)
65. حامد کنی (۹۷/۱۱/۰۲)
66. هوشنگ گلمکانی (۹۷/۱۱/۰۶)
67. محمد گذرآبادی (۹۷/۱۱/۰۷)
68. سوگل مشایخی (۹۷/۱۱/۰۸)
69. فرشته سنگری (۹۷/۱۱/۰۹)
70. مرتضی امیری اسفندقه (۹۷/۱۱/۱۳)
71. محمدحسن روزی طلب (۹۷/۱۱/۱۴)
72. جواد موگویی (۹۷/۱۱/۱۵)
73. علیرضا قزوه (۹۷/۱۱/۱۶)
74. سید حسین متولیان (۹۷/۱۱/۲۰)
75. علیرضا برازش (۹۷/۱۱/۲۱)
76. مهسا ملک مرزبان (۹۷/۱۱/۲۲)
77. لوریس چکناواریان (۹۷/۱۱/۲۳)
78. مریم جلالی (۹۷/۱۱/۲۷)
79. امیرعلی نبویان (۹۷/۱۱/۲۸)
80. شهریار زرشناس (۹۷/۱۱/۲۹)
81. محمدرضا اربابی (۹۷/۱۱/۳۰)
82. احسان عمادی (۹۷/۱۲/۰۴)
83. سعید قطبی زاده (۹۷/۱۲/۰۵)
84. مسعود کوثری (۹۷/۱۲/۰۶)
85. امید کوره چی (۹۷/۱۲/۰۷)
86. احمد یوسف زاده (۹۷/۱۲/۱۱)
87. اردشیر رستمی (۹۷/۱۲/۱۲)
88. احسان رضایی (۹۷/۱۲/۱۳)
89. محمد حقی،
 مجتبی شکوری (۹۷/۱۲/۱۴)
90. مسعود فراستی (۹۷/۱۲/۱۸)
91. محمد بحرانی (۹۷/۱۲/۱۹)
92. گوهر خیراندیش (۹۷/۱۲/۲۰)
93. رامبد جوان (۹۷/۱۲/۲۱)
94. عادل فردوسی‌پور (۹۷/۱۲/۲۲)

## فصل چهارم
1. مهران مدیری (۹۸/۱۱/۳۰)
2. هوشنگ مرادی کرمانی (۹۸/۱۱/۲۹)
3. حسام الدین سراج (۹۸/۱۱/۲۸)
4. حسن معجونی (۹۸/۱۱/۲۷)
5. داریوش فرضیایی (۹۸/۱۱/۲۶)
6. اردشیر رستمی (۹۸/۱۱/۲۳)
7. علی محمد مؤدب (۹۸/۱۱/۲۲)
8. لاله اسکندری (۹۸/۱۱/۲۱
9. امیرعلی نبویان (۹۸/۱۱/۲۰)
10. محمد مهدی اسلامی (۹۸/۱۱/۱۹)
11. الهام پاوه نژاد (۹۸/۱۱/۱۵)
12. هدایت اله بهبودی (۹۸/۱۱/۱۴)
13. محمدرضا عبدلملکیان (۹۸/۱۱/۱۳)
14. زهرا داوودنژاد (۹۸/۱۱/۱۲)
15. محمود اکرامی فر (۹۸/۱۱/۰۹)
16. کوثر کاویانی (۹۸/۱۱/۰۸)
17. آتوسا موسایی (۹۸/۱۱/۰۷)
18. نازمهر دمساز (۹۸/۱۱/۰۶)
19. آرش آبسالان (۹۸/۰۵/۱۱)
20. علیرضا یارقلی (۹۸/۱۱/۱۲)

## فصل پنجم
1. محمود انوشه (۹۹/۰۲/۱۴)
2. مسعود آب پرور (۹۹/۰۲/۱۵)
3. اکبر زنجانپور (۹۹/۰۲/۱۶)
4. محمد دلاوری (۹۹/۰۲/۱۷)
5. میکائیل شهرستانی (۹۹/۰۲/۱۸)
6. سیروس الوند (۹۹/۰۲/۲۰)
7. غلامرضا طریقی (۹۹/۰۲/۲۱)
8. سام کلانتری (۹۹/۰۲/۲۲)
9. علی صفوی‌شاملو (۹۹/۰۲/۲۳)
10. محمدحسین رجبی (۹۹/۰۲/۲۴)
11. مرتضی امیری اسفندقه (۹۹/۰۲/۲۵)
12. فاطمه سلیمانی ازندریانی (۹۹/۰۲/۲۷)
13. فرهاد جم (۹۹/۰۲/۲۸)
14. الیکا عبدالرزاقی (۹۹/۰۲/۲۹)
15. حامد عسکری (۹۹/۰۲/۳۰)
16. نسیم ادبی (۹۹/۰۲/۳۱)
17. فرهاد حسن‌زاده (۹۹/۰۳/۰۱)
18. احسان عبدی‌پور (۹۹/۰۳/۰۳)
19. محمد اصفهانی (۹۹/۰۳/۰۴)
20. مرضیه برومند (۹۹/۰۶/۱۵)
21. بهروز شعیبی (۹۹/۰۶/۱۶)
22. بهار کاتوزی (۹۹/۰۶/۱۷)
23. بهروز رضوی (۹۹/۰۶/۱۸)
24. مجتبی شکوری (۹۹/۰۶/۱۹)
25. عاطفه میر سیدی (۹۹/۰۶/۲۲)
26. محمدرضا دوست محمدی (۹۹/۰۶/۲۳)
27. حمیدرضا قجر (۹۹/۰۶/۲۴)
28. اردشیر رستمی (۹۹/۰۶/۲۵)
29. اسماعیل امینی (۹۹/۰۶/۲۶)
30. حسام مقامی کیا (۹۹/۰۶/۲۹)
31. اسماعیل آذر (۹۹/۰۶/۳۰)
32. حجت اشرف زاده (۹۹/۰۶/۳۱)
33. سید ناصر حسینی پور (۹۹/۰۷/۰۲)
34. شهاب مرادی (۹۹/۰۸/۱۳)
35. منصور ضابطیان (۹۹/۰۹/۰۶)
36. بهرنگ علوی (۹۹/۰۹/۰۸)
37. کمیل رودی (۹۹/۰۹/۱۰)
38. پیمان طالبی (۹۹/۰۹/۰۹)
39. یاسین حجازی (۹۹/۰۹/۱۲)
40. نیما جاویدی (۹۹/۰۹/۱۵)
41. سرهنگ بهرام عطایی (۹۹/۰۹/۱۶)
42. حمید محمدی (۹۹/۰۹/۱۷)
43. سوگل مشایخی (۹۹/۰۹/۲۰)
44. علیرضا آذر (۹۹/۰۹/۲۲) -
45. فرشید قلی پور (۹۹/۰۹/۲۳)
46. میلاد دخانچی (۹۹/۰۹/۲۴)
47. علی نصیریان (۹۹/۰۹/۳۰)
48. علی شمس (۹۹/۱۰/۰۴)
49. شادمهر راستین (۹۹/۱۰/۰۶)
50. کوروش زارعی (۹۹/۱۰/۰۷)
51. بهناز مشاطیان (۹۹/۱۰/۰۸)
52. هادی خورشاهیان (۹۹/۱۰/۱۱)
53. حبیب احمدزاده (۹۹/۱۰/۱۳)